# Agymenők (televíziós sorozat)
Az Agymenők (eredeti cím: The Big Bang Theory) 2007 és 2019 között sugárzott amerikai szituációs komédia. Készítői Chuck Lorre és Bill Prady, akik egyben vezető producerei a sorozatnak, Lee Aronsohn és Steven Molaro vezető írókkal együtt. A sorozat első adása Amerikai Egyesült Államokban 2007. szeptember 24-én volt az amerikai CBS csatornán. Miután az első két évad sikeresnek bizonyult, a CBS 2011. január 22-én bejelentette, hogy a csatorna megrendelte további három évad elkészítését. Az eredeti amerikai változat és a magyar szinkronos részek is nevetés hangsávval együtt kerültek vetítésre.
A sorozatnak egy spin-off-sorozata is fut, Az ifjú Sheldon címen, ami Sheldon gyerekkoráról szól.
A történet a kaliforniai Pasadena városában játszódik. Itt él egy bérelt lakásban a két főszereplő Caltech-tudós: a kísérleti fizikus Leonard Hofstadter és az elméleti fizikus Sheldon Cooper. Két legjobb barátjuk is állandó szereplője a sorozatnak: Howard és Rajesh. Howard gépészmérnök és Rajesh asztrofizikus a Caltechen. Életüket mindjárt az első epizódban felforgatja egy csinos, szőke pincérlány, Penny érkezése a szemben lévő lakásba. A négy zseni gondolkodásmódja és „kockasága” merőben eltér az átlagos életet élő emberek életvitelétől, ami a poénok egyik fő forrásává válik
A sorozat fő értékét a humoron túl az adja, hogy két eltérő közösséget egyfajta kultúr-relativista módon képes bemutatni. Penny az egyik epizódban jut arra a felismerésre, hogy Sheldonék a maguk világában ugyanolyan menők, mint az ő közönséges világában a sztárok. Leonardöt egészen szerethető figuraként sikerül eladni, és Sheldon minden egzotikusságával egyetemben részben mindenkinek elfogadható főszereplő.
A sorozatból Magyarországon 5 évad volt látható a Cool TV műsorán. 2012-től az RTL Klubon is látható volt. 2013-tól, a hatodik évadtól a sorozatot a Comedy Central sugározta. A sorozatból 12 évad készült.

## Szereplők

### Főszereplők
| Szereplő                                | Színész        | Magyar hang                                               | Megjegyzés |
| --------------------------------------- | -------------- | --------------------------------------------------------- | --- |
| Leonard Leakey Hofstadter               | Johnny Galecki | Csőre Gábor                                               | Egy szociábilis „kockafej”, aki laktózérzékeny és némileg jobban érti a társadalmi érintkezés íratlan szabályait. Ezt a Pennyhez fűződő viszonya során egyre magasabb szintre fejleszti. Sheldon barátja és lakótársa. Gyerekkorában anyja nem szerette őt annyira, mint testvéreit, ezért kiélhetetlen anya-szeretet vágyai vannak. |
| Sheldon Lee Cooper                      | Jim Parsons    | Szabó Máté                                                | Életét a logika irányítja, csak a munkájának, a tudománynak él. Meglehetősen mereven (és emiatt komikusan) viselkedik és gondolkodik. A többi ember viselkedését, az érzelmi alapú emberi kapcsolatokat nehezen értelmezi, azokat el kell magyarázni neki. A többi embert (a tudósokat is) szellemileg alacsonyabb rendűnek tartja magánál. Viselkedése Asperger-szindrómára utal, de erről egyik részben sem esik szó. Ám egy nap megismerkedik Amyvel, és jóval később kiderül, hogy Sheldonnak is vannak mélyebb érzelmei. |
| Penny Hofstadter                        | Kaley Cuoco    | Mezei Kitty                                               | Omaha mellől költözött Los Angelesbe, hogy színésznő legyen (amely téren sikertelen), egy helyi cukrászda / étterem felszolgálója, aki sokszor mindennapi feladatokkal hozza nehéz helyzetbe az e téren tapasztalatlan fiúkat. Máskor ő érezheti magát kellemetlenül, amiért nem érti barátai tudományos kifejezéseit és a „geek” fanatizmust. További érdekesség, hogy a sorozatból nem derül ki, mi a vezetékneve. Később a foglalkozása orvoslátogató lesz.                                                                |
| Howard Joel Wolowitz                    | Simon Helberg  | Karácsonyi Zoltán                                         | A NASA-nak dolgozó mérnök, hasonló szociábilis „kocka”, aki az állandó elutasítások ellenére minden szembejövő nőre ráakaszkodik. Tipikus „geek” jellegzetességeihez tartozik kinézete, sci-fi-rajongása és a „mama pici fia” jellem, melyet többek között az is illusztrál, hogy sokáig otthon lakik az anyjával. Mogyoróallergiás. |
| Rajesh Ramajan Koothrappali             | Kunal Nayyar   | Pálmai Szabolcs                                           | Rajesh Koothrappali (becenevén Raj) szociális fóbiában szenved, a 6. évadig nők közelében csak ittasan tud megszólalni (vagy, ha azt hiszi, hogy ivott alkoholt), józanul csak három barátja körében tud felengedni. Ez további komikus helyzeteket szül, ahogy néhány váratlan megszólalása is. Indiából származik. |
| Bernadette Marian Rostenkowski-Wolowitz | Melissa Rauch  | Dögei Éva                                                 | Howard barátnője (a 3. évadban tűnik fel), az 5. évadtól felesége, Penny volt kolléganője az étteremben. Mikrobiológusnak tanul, és doktorál. A 10. évadban közös gyermekük születik Howarddal: Halley (akit a Halley-üstökösről neveztek el), később pedig egy fiuk, Michael. |
| Amy Farrah Fowler                       | Mayim Bialik   | Simon Dóra (3. évad, 23. rész) Szabó Zselyke (4-12. évad) | Sheldon kvázi-barátnője. Szintén kocka, neurobiológus, nyitott a társadalmi konvenciók megismerése iránt. A 8. évadban szakít Sheldonnal, majd a 9.-ben újra összejönnek. Amy és Sheldon ebben az évadban fekszik le egymással először, Amy ezt kapja Sheldontól szülinapi ajándékba. A 11. évad végén teljesül Amy nagy vágya, és összeházasodik Sheldonnal. Allergiás az avokádóra. |

### Mellékszereplők
| Szereplő                                | Színész                                                      | Magyar hang | Megjegyzés |
| --------------------------------------- | ------------------------------------------------------------ | --- | --- |
| Stuart Bloom                            | Kevin Sussman                                                | Stern Dániel (2–9. évad) Kisfalusi Lehel (10. évadtól) | A fiúk barátja, van egy képregényboltja. A 2. évadban tűnik fel először. Pennyvel is randizgatott. |
| Debbie Melvina Wolowitz (hang)          | Carol Ann Susi                                               | Némedi Mari Grúber Zita (11. évad, 9. rész) | Howard anyja. Szinte soha nem látható, csak a hangját halljuk, amint a szomszéd szobából a fiának kiabál. A 6. évad 15. részében látni pár pillanatra. A 8. évadban meghal (elhunyt az őt alakító Carol Ann Susi színésznő). |
| Barry Kripke                            | John Ross Bowie                                              | Fekete Zoltán(1–5. évad, 7–12. évad) Moser Károly (6. évad) | Fizikus, beszédhibás, Sheldon egyik ellenlábasa. |
| Emily Sweeney                           | Laura Spencer                                                | Kelemen Kata | Raj barátnője a 7–9. évadban. |
| Dr. V.M. Koothrappali                   | Brian George                                                 | Rudas István Kajtár Róbert (3. évad, 7. rész) Csuha Lajos Borbiczki Ferenc (8. évad, 11. rész) Papp János (8. évad, 22. rész) Pálfai Péter (10. évad) Barbinek Péter (11. évad) Forgács Gábor (12. évad) | Nőgyógyász, Raj apja. |
| Wil Wheaton                             | Wil Wheaton                                                  | Fellegi Lénárd (3–5. évad) Posta Victor (6–9. évad, Unraveling the mysteries című búcsúfilm jeleneteiben) Seder Gábor (11. évad) Előd Álmos (12. évad)                                                   | Amerikai színész, a többször visszatérő cameo-szerepében önmaga alteregóját alakítja, akit Winkle mellett Sheldon a legjobban utál egy darabig, majd barátok lesznek. Sheldon Star Trek-es szerepe (Wesley Crusher zászlós) miatt rajongott érte, de aztán a színész többször is becsapta és keresztbe tett neki. A későbbi évadokban kibékülnek. |
| Dr. Beverly Hofstadter                  | Christine Baranski                                           | Kovács Nóra Molnár Zsuzsa (7. évad) | Neurológus, pszichiáter, Leonard anyja. Hideg, hiperracionális személyiség, ráadásul Leonardöt tiszteli a legkevésbé a gyermekei közül, mivel kevesli a tudományos eredményeit. Sheldonnal értik meg egymást legjobban. Leonardön kívül van még egy idősebb fia és lánya.                                                                         |
| Priya Koothrappali                      | Aarti Mann                                                   | Roatis Andrea | Raj húga. A 4. évadban Leonard barátnője. Ezzel kivívja Penny ellenszenvét, de bátyként Raj is ellenzi a kapcsolatot. |
| Mary Cooper                             | Laurie Metcalf                                               | Menszátor Magdolna Zsurzs Kati (7. évad, 11. rész) | Sheldon anyja, jószívű, vallásos asszony, és igyekszik különleges fia életét egyengetni. Texas államban él. |
| Mackó kapitány                          | Ian Scott Rudolph                                            | Kapácsy Miklós | Stuart képregényboltjának egyik törzsvendége, mindig mackóruhában van. |
| Mrs. Koothrappali                       | Alice Amter                                                  | Kocsis Mariann | Raj anyja. |
| Leslie Winkle                           | Sara Gilbert                                                 | Fésűs Bea (1–3. évad) Martin Adél (9. évad) | Ugyanolyan „kocka”, mint Leonard vagy Howard, csak női testben. Jellemzően Sheldon ellenlábasa. |
| Zack Johnson                            | Brian Thomas Smith                                           | Haagen Imre (3–4. évad/10. évad) Zöld Csaba (7. évad, 2 epizód/11. évad, 9. rész) Magyar Bálint (12. évad)                                                                                               | Kissé buta srác, többször kavart Pennyvel. Később megörökli apja cégét, amit eladva milliomos lesz. |
| Lucy                                    | Kate Micucci                                                 | Bogdányi Titanilla | Raj félős barátnője. |
| Bert Kibbler                            | Brian Posehn                                                 | Bolla Róbert (6–7. évad) Albert Péter (10. évad) | Az egyetemen dolgozik geológusként, odavan Amyért. |
| Stephen Hawking                         | Stephen Hawking                                              | Katona Zoltán (5. évad, 21. rész) Berzsenyi Zoltán (6. évad, 6. rész) Szinovál Gyula (9. évad, 17. rész)                                                                                                 | Híres fizikus. |
| Halley Wolowitz                         | Pamela Adlon (hang) Sailah Nicol (12. évad, 24. rész)        | (saját hangján) | Bernadette és Howard kislánya. |
| Michael Wolowitz                        | Nate Ash                                                     | (saját hangján) | Bernadette és Howard kisfia. |
| Mike Massimino                          | Mike Massimino                                               | Fehér Péter (5. évad) Kapácsy Miklós (6. évad) Gubányi György István (7. évad) Maday Gábor (8. évad) | Howard űrhajós társa, aki elnevezi Szottyosnak. |
| Richard Williams                        | Dean Norris                                                  | Barbinek Péter | |
| Mike Rostenkowski                       | Casey Sander                                                 | Bartók László (5. évad) Mihályi Győző (6. évadtól) | Bernadette apja. |
| Althea Davis                            | Vernee Watson                                                | Grúber Zita Bessenyei Emma (1. évad, 16. rész) | Kórházi betegfelvevő. |
| Dr. Eric Gablehauser                    | Mark Harelik                                                 | Jantyik Csaba | Sheldonék főnöke az egyetemen. |
| Janine Davis                            | Regina King                                                  | Szórádi Erika | HR-es az egyetemen. |
| Dimitri Rezinov                         | Pasha Lychnikoff                                             | Koncz István (5. évad) Gubányi György István (6. évad) | Howard másik, orosz űrhajós társa. |
| Arthur Jeffries                         | Bob Newhart                                                  | Forgács Gábor | Leonard és Sheldon gyerekkori példaképe, a Professzor Proton című műsort vezette gyerekeknek. Halála után sokszor megjelenik Sheldonnak Obi-Wan Kenobiként. |
| Claire                                  | Alessandra Torresani                                         | Nemes Takách Kata | Raj egyik barátnője. |
| Alex Jensen                             | Margo Harshman                                               | Sipos Eszter Anna | Sheldon asszisztense, akinek egy időben tetszett Leonard. |
| LeVar Burton                            | LeVar Burton                                                 | Hegedűs Miklós (4. évad) Faragó András (6. évad) Zöld Csaba (8. évad) | |
| Wyatt Barrington                        | Keith Carradine                                              | Rosta Sándor | Penny apja. |
| Ira Flatow                              | Ira Flatow                                                   | ? | |
| Ruchi                                   | Swati Kapila                                                 | Jordán Adél | Bernadette új kolléganője, aki egyaránt megtetszett Rajnak és Stuartnak is. Végül kiderült, hogy ki akarja túrni Bernie-t az állásából. Azért szakított Raj-zsal, mert nem tetszett neki, hogy megvédte őt Bernadette-tel szemben. |
| Ramona Nowitzki                         | Riki Lindhome                                                | Szabó Zselyke (2. évad, 6. rész) Wessely-Simonyi Réka (10. évadtól) | Sheldon nyakába akaszkodó diáklány, a 10. évadban miatta kéri meg Sheldon Amy kezét, miután megcsókolja. |
| Dr. Siebert                             | Joshua Malina                                                | Juhász György (4–5. évad) Albert Gábor (11–12. évad) | Dékán az egyetemen. |
| Dave Gibbs                              | Stephen Merchant                                             | Harcsik Róbert | Angol fiú, akivel Amy randizgatott. Nagy rajongója Sheldonnak. |
| Dr. Stephanie Barnett                   | Sara Rue                                                     | Braun Rita | Leonard doktor-barátnője. |
| Kurt                                    | Brian Patrick Wade                                           | Fellegi Lénárd (1. évad, 1. rész) Megyeri János | Penny volt barátja. |
| Dale                                    | Josh Brener                                                  | Joó Gábor (5. évad) Baráth István (6. évad) | Stuart képregényboltjának hűséges vevője. Az 5. évad 10. részében ő helyettesíti Stuartot, míg ő Amyvel randizik. |
| Maria                                   | Elena Campbell-Martinez                                      | ? | II/6, IX/6. Takarítónő az egyetemen. |
| Dr. Alfred Hofstadter                   | Judd Hirsch                                                  | Székhelyi József | Leonard apja. Flörtölget Sheldon édesanyjával. |
| Chen                                    | James Hong                                                   | Katona Zoltán | Pincér a kínai étteremben. |
| Emily                                   | Katie Leclerc                                                | (nem szólal meg) | Raj siket exbarátnője. |
| Cheryl                                  | Erin Allin O’Reilly                                          | ? | I/6. Penny barátnője. Mikor halloweeni bulit rendez, összejön Raj-zsal egy egy éjszakás kalandra. |
| Dan                                     | Stephen Root                                                 | Faragó András | |
| Katee Sackhoff                          | Katee Sackhoff                                               | Zakariás Éva | Battlestar Galactica (Csillagközi romboló) Kara "Starbuck" Thrace. Howard erotikus fantáziájának szereplője. |
| Analeigh Tipton                         | Analeigh Tipton                                              | ? | II/7. Howard és Raj felkutatják a Topmodell leszek műsor helyszínét, és ő nyit nekik ajtót. IX/8. Amikor Amy szakít Sheldonnal, Howard és Raj egy feladványt tesz közzé aminek megfejtésével lehet Sheldonhoz eljutni. Ő fejti meg a rejtvényt, de sajnos elkésik.                                                                                |
| Mrs. Petrescu                           | Michelle Arthur                                              | Kocsis Mariann (10. évad) ? (11. évad) | A srácok alsó szomszédja. |
| Alicia                                  | Valerie Azlynn                                               | Solecki Janka | II/19. (A fiúk lakása fölötti lakásba költöző színésznő, aki az ujja köré csavarja a fiúkat. Végül Penny-vel összeverekednek. |
| Jimmy Speckerman                        | Lance Barber                                                 | Elek Ferenc | Leonard régi iskolatársa, aki folyton szekálta. |
| Hernandez járőr                         | David Barrera                                                | Kapácsy Miklós | |
| Josh Wolowitz                           | Matt Bennett                                                 | Szalay Csongor | Howard féltestvére. |
| Lalita Gupta                            | Sarayu Blue                                                  | Sági Tímea | I/8. Raj szülei próbálják meg összehozni Raj-al. (fogorvos) |
| Sarah                                   | Sarah Buehler                                                | Bogdányi Titanilla | III/3. Howard és Raj gót-klubba mennek, ahol két lánnyal találkoznak. Ő az egyik. („Sarah vagyok, de gondolom nem érdekel.”) |
| Issabella                               | Maria Canals-Barrera                                         | Zakariás Éva | X/8. Takarítónő az egyetemen. Raj megpróbálja meghódítani, de a barátainak azt mondja, hogy csillagász. |
| Christy Vanderbelt                      | Brooke D’Orsay                                               | Szabó Zselyke | I/7. Penny barátnője Nebraskából. Bárkivel lefekszik, aki vásárolgat neki. Összejön Howarddal is. |
| Angela Page                             | Eliza Dushku                                                 | Törtei Tünde | IV/7. FBI-ügynök. |
| Mitchell                                | Tate Ellington                                               | Markovics Tamás | |
| Nathan Fillion                          | Nathan Fillion                                               | Czvetkó Sándor | |
| Alice                                   | Courtney Ford                                                | Vadász Bea | V/7. A képregényvadász. |
| Summer Glau                             | Summer Glau                                                  | Ruttkay Laura | II/17. A Terminátor – Sarah Connor krónikái sztárja. Egy vonaton utazik a fiúkkal, akik rámozdulnak, de sikertelenül. |
| Dr. Elizabeth Plimpton                  | Judy Greer                                                   | Major Melinda | III/21. Híres kozmológus. Sheldon levelező társa. Kikezd Leonarddel, Raj-zsal és Howarddal is. |
| Missy Cooper                            | Courtney Henggeler                                           | Nyírő Eszter (1. évad) Bertalan Ágnes (7. évad, 11. rész) Kisfalvi Krisztina (11. évad) | Sheldon ikertestvére. |
| James Earl Jones                        | James Earl Jones                                             | Borbiczki Ferenc | |
| Dennis Kim                              | Austin Lee                                                   | Baráth István | Egy fiatal, 15 éves kis fizikus, aki bosszantóan tudálékos. A srácok elzüllesztik majd, hogy ne legyen vetélytárs Sheldon számára. |
| Theodore                                | Christopher Lloyd                                            | Forgács Gábor | |
| Jeanie Wolowitz                         | Kara Luiz                                                    | Lamboni Anna | Howard másodunokatestvére, akivel elvesztette a szüzességét. |
| Venkatesh Koothrappali                  | Frank Maharajh                                               | Vári Attila | Raj unokatestvére. |
| Randall                                 | Jack McBrayer                                                | Joó Gábor | Penny testvére. |
| Hackett rendőr                          | Julio Oscar Mechoso                                          | Papucsek Vilmos | |
| Bethany                                 | Molly Morgan                                                 | ? | III/3. Howard és Raj gót-klubba mennek, ahol két lánnyal találkoznak. Ő az egyik. |
| Stan Lee                                | Stan Lee                                                     | Bartók László | |
| Laughlin professzor                     | Oliver Muirhead                                              | Csuha Lajos | |
| Doug                                    | Joel Murray                                                  | Szűcs Sándor | |
| Elon Musk                               | Elon Musk                                                    | Megyeri János | |
| Bill Nye                                | Bill Nye                                                     | Szokolay Ottó Németh Gábor (12. évad, 1. rész) | |
| Toby Loobenfeld                         | D.J. Qualls                                                  | Joó Gábor | |
| Kenny Fitzgerald                        | Michael Rapaport                                             | Megyeri János | |
| Daniel                                  | Bryan Safi                                                   | Markovics Tamás | |
| Susan                                   | Katey Sagal                                                  | Vándor Éva | Penny anyja. |
| Kevin Smith                             | Kevin Smith                                                  | Kerekes József | Filmrendező, aki elhívja Pennyt egy meghallgatásra. |
| Dr. Oliver Lorvis                       | Billy Bob Thornton                                           | Sörös Sándor | |
| Dr. David Underhill                     | Michael Trucco                                               | Juhász Zoltán | Nagymenő fizikus, Leonarddel dolgozott. Majd Penny-vel is randizgatott. |
| Neil deGrasse Tyson                     | Neil deGrasse Tyson                                          | Bolla Róbert (4. évad, 7. rész) Mikula Sándor (12. évad, 1. rész) | |
| Mrs. Latham                             | Jessica Walter                                               | Szabó Éva | |
| Adam West                               | Adam West                                                    | Cs. Németh Lajos | Leonardék felbérelik Sheldon születésnapjára, mint Batmant. |
| Marty                                   | Josh Zuckerman                                               | Bartucz Attila | Howard unokatestvére. |
| Dr. Zane                                | George Wyner                                                 | Orosz István | |
| Oliver                                  | Walton Goggins                                               | Dolmány Attila | |
| Nell                                    | Beth Behrs                                                   | Csondor Kata | XI/14. A planetáriumi előadás után leszólítja Raj-t és utána összejönnek. |
| Bill Gates                              | Bill Gates                                                   | Németh Gábor | |
| Marcus                                  | Parvesh Cheena                                               | Vári Attila | |
| Wendell                                 | Bob Stephenson                                               | Kapácsy Miklós | |
| Nicholas                                | Edward James Gage                                            | Jakab Csaba | postás |
| Dr. Robert Wolcott                      | Peter MacNicol                                               | Kerekes József | Kissé ügyefogyott tudós, aki egyszer meghívja Sheldont a faházába. |
| Denise                                  | Lauren Lapkus                                                | Czető Zsanett | Stuart képregényboltjában asszisztens, később járnak is. |
| George Cooper, Jr.                      | Jerry O’Connell                                              | Makranczi Zalán | Sheldon bátyja. |
| Mark Hamill                             | Mark Hamill                                                  | Kassai Károly | Önmagát alakítja. Ő adta egybe Sheldont és Amy-t az esküvőjükön. |
| Mrs. Fowler                             | Annie O'Donnell (4. évad, 5. rész) Kathy Bates (11. évadtól) | Bókai Mária | Amy anyja. |
| Larry Fowler                            | Raymond Joseph Teller                                        | ? | Amy apja. |
| Joyce Kim                               | Ally Maki                                                    | Sipos Eszter Anna | Észak-koreai kém. Leonardtől akarta megszerezni a rakéta üzemanyaga képletét. Sheldon 'akadályozta' meg ebben. |
| Sunny Morrow                            | Ciara Renée                                                  | Törtei Tünde | XII/1. TV riporter. Raj-zsal próbál meg beszélgetni a meteoritesőről. |
| Anu                                     | Rati Gupta                                                   | Nádasi Veronika | Raj szülei által talált nő, akivel kiházasítanák Raj-t a saját kérésére. Házasságukat nem kötik meg végül. |
| Az ifjú Sheldon Cooper (VHS felvételen) | Iain Armitage                                                | Gergely Attila | |
| George Cooper (VHS felvételen)          | Lance Barber                                                 | Kapácsy Miklós | Sheldon apja. Az érdekesség, hogy Sheldon édesapja csak a VHS felvételen jelenik meg és ugyanaz a színész játssza őt, mint Leonard fiatalkori zrikálóját. |
| Az ifjú Georgie Cooper (VHS felvételen) | Montana Jordan                                               | ifj. Boldog Gábor | |
| Dr. Campbell                            | Kal Penn                                                     | Maday Gábor | |
| Dr. Pemberton                           | Sean Astin                                                   | Makray Gábor | |
| Nathan                                  | Andrew Daly                                                  | Seder Gábor | |
| Joe Manganiello                         | Joe Manganiello                                              | Sarádi Zsolt | |
| Kareem Abdul-Jabbar                     | Kareem Abdul-Jabbar                                          | Gubányi György István | |
| William Shatner                         | William Shatner                                              | Szersén Gyula | |
| Danny                                   | Jason Kravits                                                | Kapácsy Miklós | |
| Kip Thorne                              | Kip Thorne                                                   | Pálfai Péter | Nobel-díjas elméleti fizikus. |
| Dr. Frances H. Arnold                   | Dr. Frances H. Arnold                                        | Kocsis Mariann | |
| Dr. George F. Smoot                     | Dr. George F. Smoot                                          | ? (2. évad) Kapácsy Miklós (12. évad) | |
| Sarah Michelle Gellar                   | Sarah Michelle Gellar                                        | Mezei Kitty | Buffy, a vámpírok réme sztárja. |
| Nobel-díj átadó bemondója               | Ulf Bjorlin                                                  | Korbuly Péter | |
| Jess                                    | Caleb Pierce                                                 | ifj. Boldog Gábor | |
| Dr. Graybel                             | David Theune                                                 | ? | |
| Marissa Johnson                         | Lindsey Kraft                                                | Pap Katalin | XII/12, XII/15. Zack felesége. Gyereket szeretnének Leonardtől. |
| Karen                                   | Chasty Ballesteros                                           | Erdős Borcsa ( 12. évad 13. rész) ? (12. évad 17. rész) | |
| Ellen DeGeneres                         | Ellen DeGeneres                                              | Tóth Szilvia ( 10. évad 9. rész) Solecki Janka ( 12. évad 18. rész) | Humorista, színésznő. |
| Tam Nguyen                              | Robert Wu                                                    | ? | XII/4. Sheldon gyerekkori barátja. |
| Cynthia                                 | Megan McGrown                                                | Vági Viktória | XI/19. A drón tulaja. |

Megjegyzések
1. ↑  Annak ellenére, hogy az egyik főszereplőnek, Pennynek a hangja, ugyanakkor ő (is) volt Sarah Michelle Gellar magyar hangja a Buffy sorozatban.

## Epizódok
| Évad | Évad | Részek száma | Részek száma | Eredeti sugárzás     | Eredeti sugárzás | Eredeti adó       | Magyar sugárzás      | Magyar sugárzás   | Magyar adó |
| Évad | Évad | Részek száma | Részek száma | Évadbemutató         | Évadzáró         | Eredeti adó       | Évadbemutató         | Évadzáró          | Magyar adó |
| ---- | ---- | ------------ | ------------ | -------------------- | ---------------- | ----------------- | -------------------- | ----------------- | ---------- |
|      | 1.   | 17           | 17           | 2007. szeptember 24. | 2008. május 19.  |                   | 2009. december 27.   | 2010. március 20. |            |
|      | 2.   | 23           | 23           | 2008. szeptember 22. | 2009. május 11.  | 2010. március 27. | 2010. augusztus 28.  |                   |            |
|      | 3.   | 23           | 23           | 2009. szeptember 21. | 2010. május 24.  | 2012. április 13. | 2012. június 29.     |                   |            |
|      | 4.   | 24           | 24           | 2010. szeptember 23. | 2011. május 19.  | 2012. június 29.  | 2012. szeptember 21. |                   |            |
|      | 5.   | 24           | 24           | 2011. szeptember 22. | 2012. május 10.  | 2013. június 25.  | 2013. július 26.     |                   |            |
|      | 6.   | 24           | 24           | 2012. szeptember 27. | 2013. május 16.  | 2013. október 11. | 2013. december 27.   |                   |            |
|      | 7.   | 24           | 24           | 2013. szeptember 26. | 2014. május 15.  | 2014. március 28. | 2014. június 13.     |                   |            |
|      | 8.   | 24           | 24           | 2014. szeptember 22. | 2015. május 7.   | 2014. december 5. | 2015. július 10.     |                   |            |
|      | 9.   | 24           | 24           | 2015. szeptember 21. | 2016. május 12.  | 2016. május 18.   | 2016. augusztus 10.  |                   |            |
|      | 10.  | 24           | 24           | 2016. szeptember 19. | 2017. május 11.  | 2017. február 8.  | 2017. június 7.      |                   |            |
|      | 11.  | 24           | 24           | 2017. szeptember 25. | 2018. május 10.  | 2018. március 7.  | 2018. június 13.     |                   |            |
|      | 12.  | 24           | 24           | 2018. szeptember 24. | 2019. május 16.  | 2019. január 7.   | 2019. június 17.     |                   |            |

## Díjak és jelölések
| Év   | Eredmény | Kategória                                                     | Díj                   | Szereplő(k)        |
| ---- | -------- | ------------------------------------------------------------- | --------------------- | ------------------ |
| 2009 | Nyert    | Legjobb komédia                                               | TCA-Díj               |                    |
| 2009 | Nyert    | Legjobb egyéni alakítás (komédia)                             | TCA-Díj               | Jim Parsons        |
| 2009 | Jelölt   | Legjobb férfi főszereplő (komédia vagy musical tévésorozat)   | Emmy-díj              | Jim Parsons        |
| 2009 | Jelölt   | Legjobb női vendégszereplő (komédia vagy musical tévésorozat) | Emmy-díj              | Christine Baranski |
| 2010 | Nyert    | Legjobb férfi főszereplő (komédia vagy musical tévésorozat)   | Emmy-díj              | Jim Parsons        |
| 2010 | Jelölt   | Legjobb női vendégszereplő (komédia vagy musical tévésorozat) | Emmy-díj              | Christine Baranski |
| 2010 | Nyert    | Kedvenc televíziós komédia                                    | People's Choice Award |                    |
| 2011 | Nyert    | Legjobb férfi főszereplő (komédia vagy musical tévésorozat)   | Golden Globe-díj      | Jim Parsons        |
| 2011 | Jelölt   | Legjobb komédia vagy musical tévésorozat                      | Golden Globe-díj      |                    |
| 2011 | Nyert    | Legjobb férfi főszereplő (komédia vagy musical tévésorozat)   | Emmy-díj              | Jim Parsons        |

## Érdekességek, magyar vonatkozások
- A 2. évad 3. részében néhány budapesti srác elhívja Pennyt egy küldetésre, a Fekete Vár ellen az Age of Conan online videójátékban (azonban csak sárkányeledelnek akarják használni).
- A 2. évad 4. részében egy ELTE-s plakát szerepelt, amelyen az alábbi szöveg szerepelt: Eötvös University Campus, Budapest, Hungary.[2]
- A 4. évad 3. részében Sheldon macskákat fogad örökbe, miután összevesznek Amyvel. Az állatokat híres fizikusokról nevezi el, egyikük Teller Edéről kapja a nevét.
- Az 5. évad 21. részében egy jelenetben szerepel Stephen Hawking elméleti fizikus, aki korábban vendégprofesszor volt az egyetemen, ahol a sorozat játszódik.[3] Stephen Hawking több későbbi epizódban is feltűnik.
- A nyugat-brazíliai Euglossa bazinga méhfaj a Sheldon Cooper által használt Bazinga! felkiáltásról kapta nevét.[4]
- Stuart képregényboltjában számos alkalommal Warhammer Online plakátok láthatók, minden esetben más képpel.
- A 9. évad 24. részében Sheldon szeretné meghívni Rubik Ernőt Penny és Leonard második esküvőjére.
- A 10. évad 7. részében Sheldon és Amy a Móka és zászlók adásában Budapest zászlaját mutatják be.
- Sok részben látható a konyhában lévő Rubik-kocka, valamint egy zsebkendőtartójuk is van erről a mintáról.
- A sorozat több részében is feltűnnek valós személyek, akik magukat alakítják. Például Charlie Sheen, Stan Lee, Stephen Hawking, Neil deGrasse Tyson, James Earl Jones, Will Wheaton, Bill Nye, Elon Musk, Adam West, Mark Hamill, Nathan Fillion
- Howardék konyhájában található egy piros-fehér-zöld színű konzervdoboz.
- A 9. évad 20. részében a szinkronban Howard Wolowitz hangja szólal meg Leonardé helyett.
- A 10. évad 10. részében feltűnik Christopher Lloyd egy rövid szerepben.
- A 11. évad 16. részében Howard 2. gyerekének nem tudják, hogy mi legyen a neve. A lehetőségek között a Houdini név is felmerül.
- A 11. évad 20. részében, szinkronban Sheldon megkérdezi Amyt, hogy milyen volt a legénybúcsúja, miközben lánybúcsúja volt.
- A 9. évad 13. részében, szinkronban, amikor Sheldon betegségére tekintenek vissza: Raj kéri Sheldont, hogy Amy hadd vizsgálja meg, miközben az akkori barátnőjéről, a bőrgyógyász Emilyről van szó.
- A 9. évad 3. részében a szinkronban, valamint a magyar feliratban Bernadette azt mondja Penny-nek, hogy Lenoard leánybúcsúra ment, miközben legénybúcsún volt.

### A főcímben feltűnő képek
A főcímben, mikor a Föld történetét mutatják be gyorsan pergő képekben, többek között az alábbi képek tűnnek elő egy pillanatra: Naprendszer, bolygók, Föld, vulkán, páfrány, dinoszaurusz, mamut, majom, ősember, kerék, barlangrajzok, Stonehenge, moaik, Chichén Itzá, piramisok, Szfinx, Siva, Mózes, Akropolisz, a kínai nagy fal, Notre Dame, Tádzs Mahal, Pisai ferde torony, Vitruvius-tanulmány, Viking hajók, Szent Johanna, az amerikai 1 dolláros, a függetlenségi nyilatkozat, Abraham Lincoln, Benjamin Franklin, amerikai polgárháború, gőzmozdony, aranyásók, távíró, sárga bogárhátú, amerikai szesztilalom, izzólámpa, a londoni Tower Bridge, Eiffel-torony, Szabadság-szobor, női aratók az USA-ban, Ford T-modell, kétfedeles repülőgép, Rushmore-hegy, Albert Einstein rajzolt képe, bombázó repülőgépek, Tömeg-energia ekvivalencia, egy Pollock-festmény, autó az 1950-es évekből, közösségi zenelejátszó, űrhajós, Space Shuttle fellövés, orvosi operáció, integrált áramkör, számítógép, 3,5 collos hajlékonylemez, Empire State Building, metró, „Hollywood” felirat, görkorcsolya, robot, walkman, személyi számítógép, rapperek, mobiltelefon, parabolaantennák, gördeszkás, graffiti, hódeszkás, videókonzolok, olajkút, videótelefon, tűzijáték, SBB RABDe 500 sorozatú villamos motorvonat.